# Замок Паланок
Замок Паланок, или Мукачевский замок (укр. замок Паланок; венг. Munkácsi vár; русин. Паланськый варош), — замок в городе Мукачево в Закарпатской области Украины, расположенный на горе вулканического происхождения высотой 68 метров, занимает площадь в 13 930 м².
Точная дата основания замка неизвестна, впервые он упоминается в документах, датирующихся XI веком.

## История
С 1396 по 1414 годы замком владел князь Фёдор Кориатович, получивший его вместе с другими пожизненными владениями в обмен на передачу прав на Подольское княжество венгерскому королю Сигизмунду. Он укрепил замок и значительно увеличил его размеры, превратив в свою резиденцию. Тогда же в скале был вырублен 85-метровый колодец.

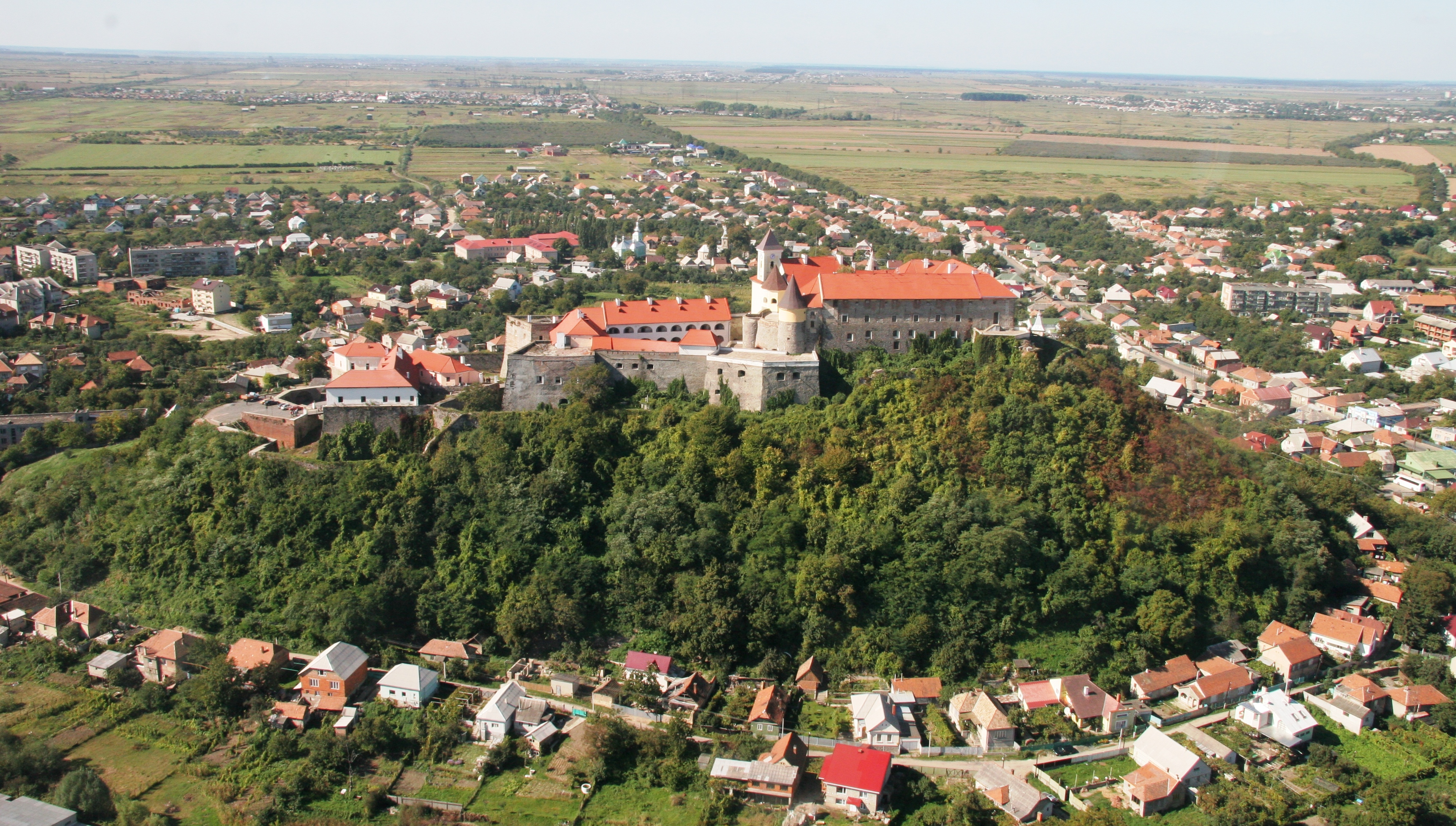
Общий вид

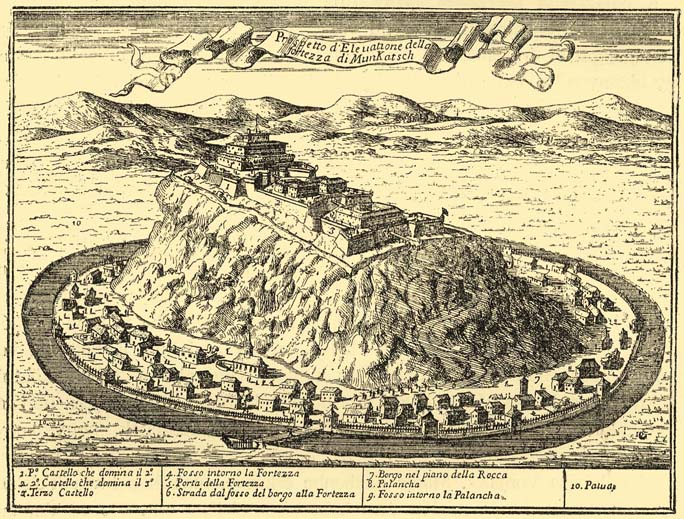
Замок Паланок (Мукачево — Munkatsch) в XVII веке. Гравюра из книги Giovanni Giacomo De Rossi «Teatro della guerra contro il Turco. Dove sono le piante e de vedute delle principali citta e fortezze dell’Ungaria, Morea e d’altre provincie». Rome: 1687. Цифрами обозначены: 1. Первый замок, господствующий над 2-м. 2. Второй замок, господствующий над 3-м. 3. Третий замок. 4. Ров вокруг крепости. 5. Крепостные ворота. 6. Дорога от рва предместья к крепости. 7. Предместье под горой. 8. Паланка (палисад, частокол). 9. Ров вокруг паланки. 10. Болото.

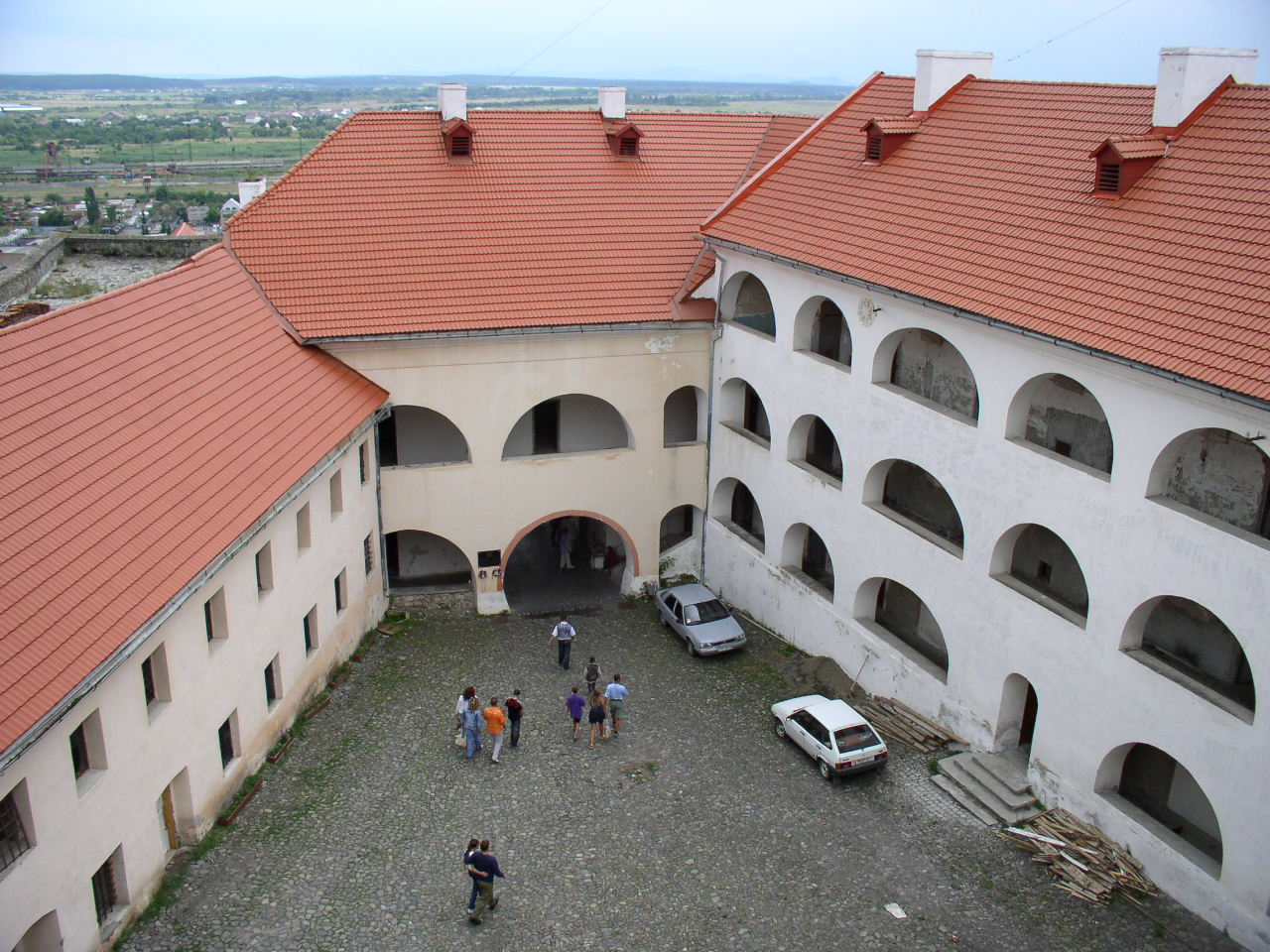
Внутренний двор, реконструированная часть замка

Памятник Фёдору Кориатовичу

На протяжении XV—XVI веков замок находился в руках разных правителей, которые проводили дальнейшие работы по его укреплению и строительству. В то время в оборонной системе замка было 14 башен, в его верхней части находился большой дворец. В 1423 г. владельцем замка стал сербский деспот Георгий Бранкович . В 1439 г. замок перешёл к Ласло Палоци (Palóczy László). А в 1445 г. его владельцем стал генерал Янош Хуньяди.
В 1633 году Мукачевский замок с правом наследования приобрёл трансильванский князь Дьёрдь I Ракоци. Князья Ракоци превратили замок в столицу своего княжества и владели им до 1711 года, когда после поражения в восстании согласно Сатмарскому мирному договору все владения княжеского рода были конфискованы Габсбургами.
После смерти Дьёрдя І в 1648 году его вдова, Жужанна Лорантфи, сооружает Среднюю и Нижнюю террасы, а также внешнее оборонное кольцо. В 1649 году в замке побывали послы гетмана Богдана Хмельницкого, которые вели переговоры с Дьердем IІ Ракоци об общих военных действиях против Польши.
В 1672 году в замке поселилась вдова князя Ференца І Ракоци Илона Зриньи (Елена Зринская).

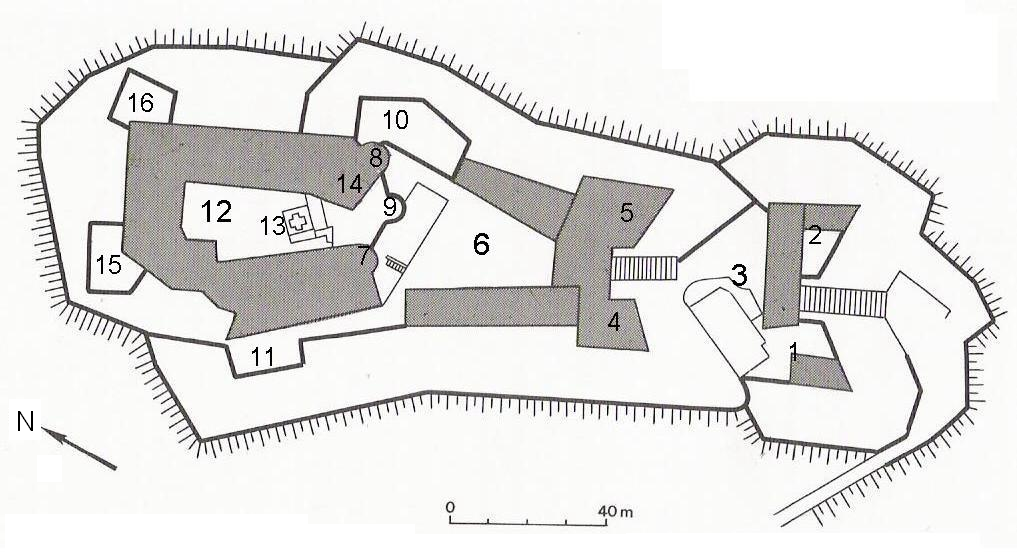
Карта замка

В 1685—1688 годах Мукачевский замок стал одним из ключевых опорных пунктов борьбы трансильванского княжества с властью Габсбургов, которой руководил второй муж Илоны Зриньи Имре Тёкёли. После поражения в Венской битве (1683) османские войска и куруцы Тёкёли постепенно отступали под натиском войск императора Священной Римской империи и короля Венгрии Леопольда I вглубь Трансильвании, сдавая один замок Ракоци за другим. В ноябре 1685 года генерал Зигберт фон Гайстер захватил Ужгородский замок, после чего подступил к Мукачевскому и окружил его — княгине пришлось возглавить гарнизон, состоящий из 2,5 тысяч бойцов: 

В годы давние Илона Зрини стяг свободы подымала тут!— Шандор Петефи.
 10 марта 1686 году к замку подошли свежие австрийские силы во главе с генералом Энеем Капрара. Осада длилась семь месяцев — несмотря на численное превосходство противника, гарнизон отбивал все атаки. Чтобы поднять боевой дух войска, княгиня появлялась на бастионах вместе со своим десятилетним сыном, будущим князем Ференцем II Ракоци. В конце 1686 года австрийцы отступили, однако в 1687 году вновь начали осаду, которой руководил генерал Антонио Карафа.
В конце концов, получив поддельное «письмо от мужа», сфабрикованное управляющим княжескими имениями, княгиня Илона решила сдаться. 17 января[уточнить] 1688 года она подписала капитуляцию.
В начале XVIII века замок Паланок вновь стал центром военных действий между куруцами и лабанцами — приверженцами габсбургского господства. В 1703 году отряды куруцев под руководством князя Ференца II Ракоци освободили от австрийских войск сначала город Мукачево, а затем и сам замок.
В 1711 году согласно Сатмарскому мирному договору все владения Ференца II Ракоци перешли к императору Иосифу I: Мукачевский замок сложил оружие одним из последних, уже после подписания капитуляции.
После победы австрийцев замок подвергся перестройке, но былого стратегического значения уже не имел. Габсбурги передали его своим вассалам Шёнборнам. В 1782—1896 годах здесь находилась политическая тюрьма сначала Священной Римской, затем Австрийской империй. На протяжении более 100 лет здесь пребывало в заключении более 20 тысяч узников. В июле 1847 года замок-тюрьму посетил венгерский поэт Шандор Петёфи.
В 1896 году тюрьма была ликвидирована, после чего замок постепенно разрушался и приходил в упадок.
В период Чехословацкой республики в замке были расквартированы войска. После того, как территория Подкарпатской Руси (Карпатская Украина) была аннексирована Венгрией в начале Второй мировой войны, в замке разместились венгерские военные силы.
После окончания войны согласно договору от 29 июня 1945 года территории бывшей Подкарпатской Руси вошли в состав Украинской ССР, после чего в замке разместилось профтехучилище.
Начиная с 1960 года в Мукачевском замке находится исторический музей.
В 1998 году во дворе замка был установлен памятник князю Фёдору Кориатовичу работы скульптора Василия Олашина (бронза, 200x95x80 см). Следуя существующим суевериям туристы оставляют монеты у подножия памятника а также пытаются прикоснуться к большому или указательному пальцу «княжеской руки», тем самым полируя бронзу до блеска и постепенно истончая её слой.
В 2022 году был установлен Тризуб вместо венгерского турула.

## В киноискусстве
В замке и около него снимались сцены нескольких фильмов:
- 1967 — «Взорванный ад» (Киностудия имени М. Горького, реж. Иван Лукинский)
- 1969 — «Каратель» («Мосфильм», реж. Манос Захариас)
- 1976 — «Табор уходит в небо» (эпизод у колодца)
- 1988 — «Час полнолуния» (реж. Арунас Жебрюнас).

## Галерея

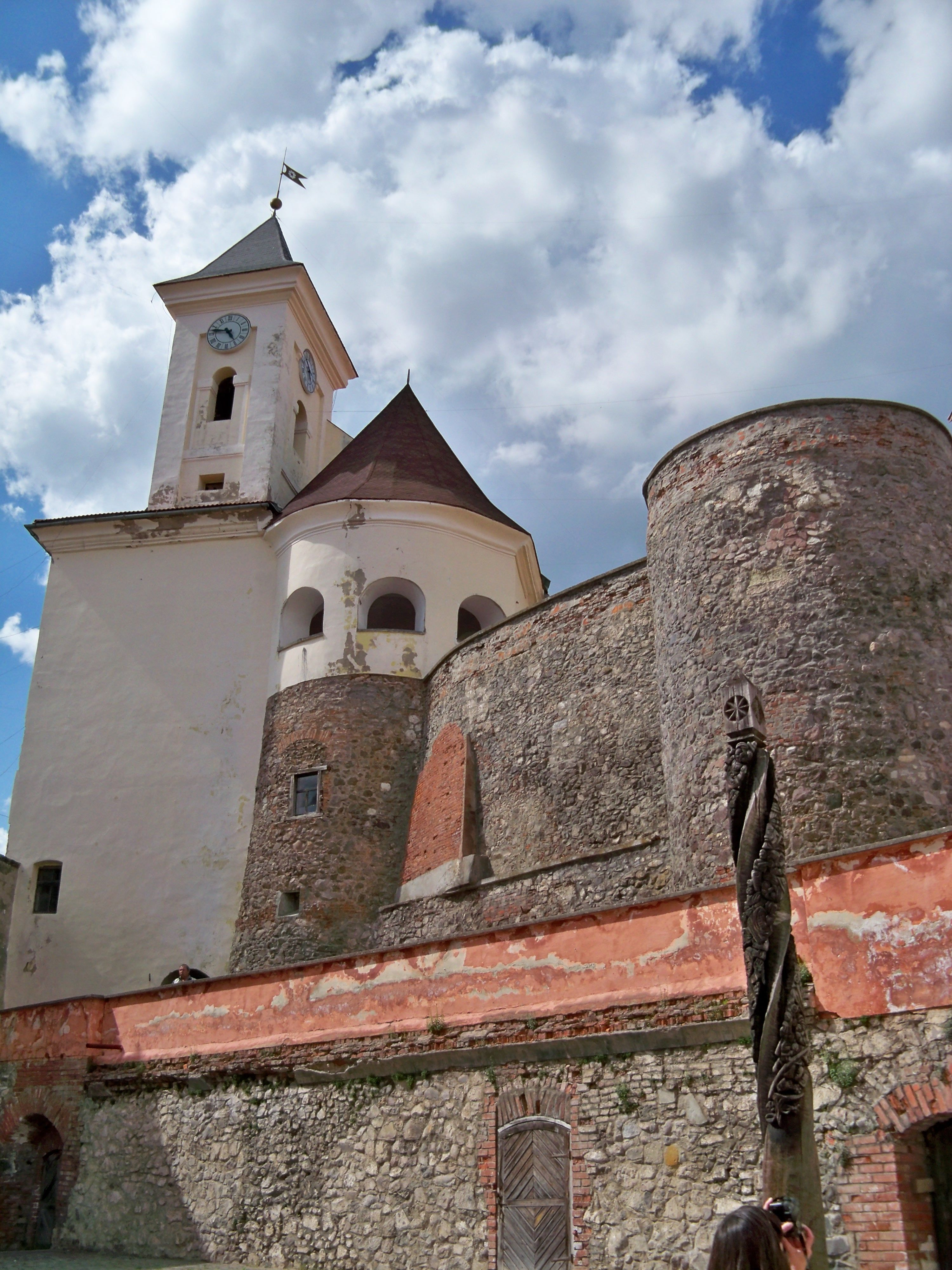
Часовая башня
Памятник Илоне Зриньи
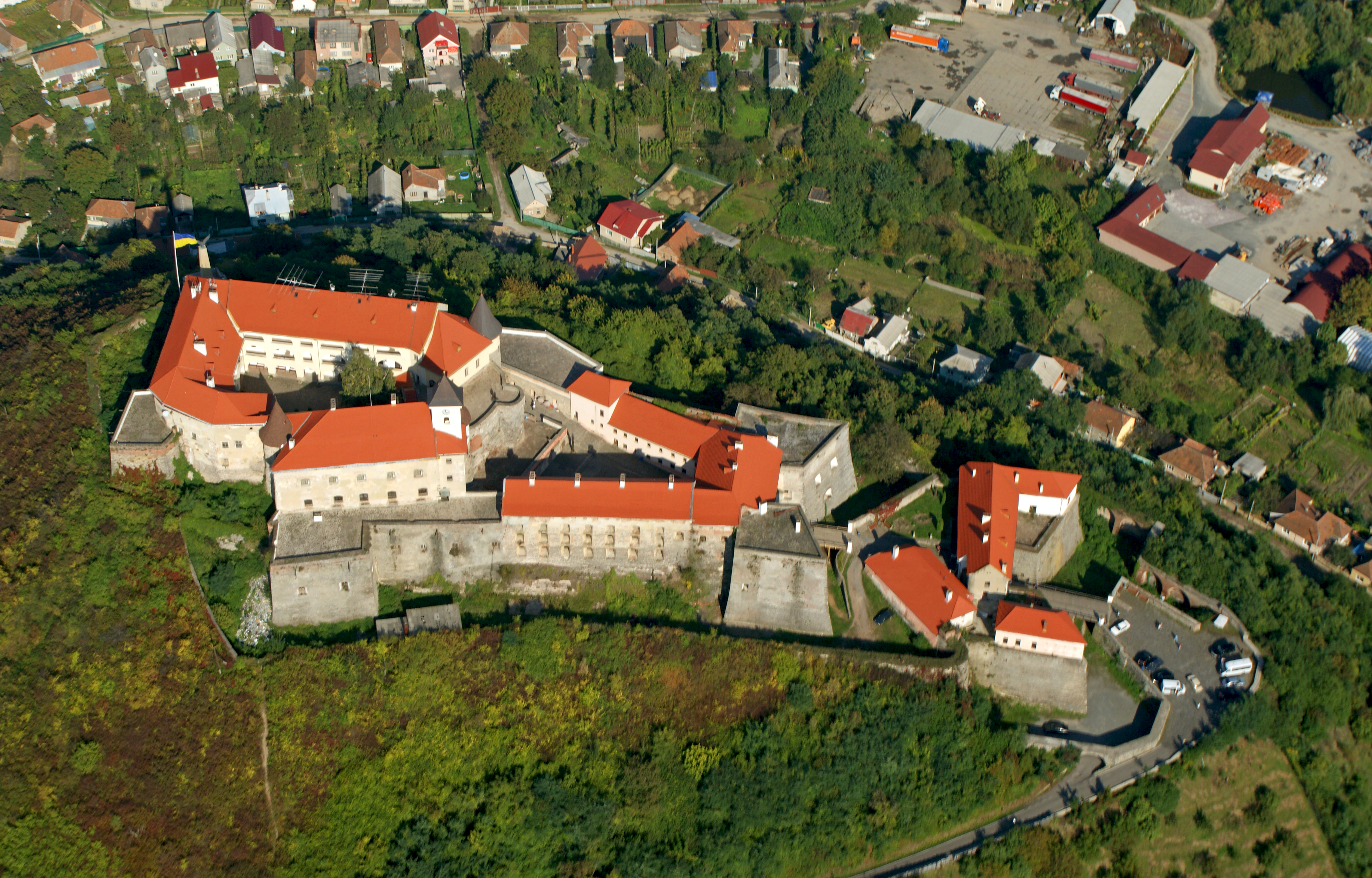
Общий вид
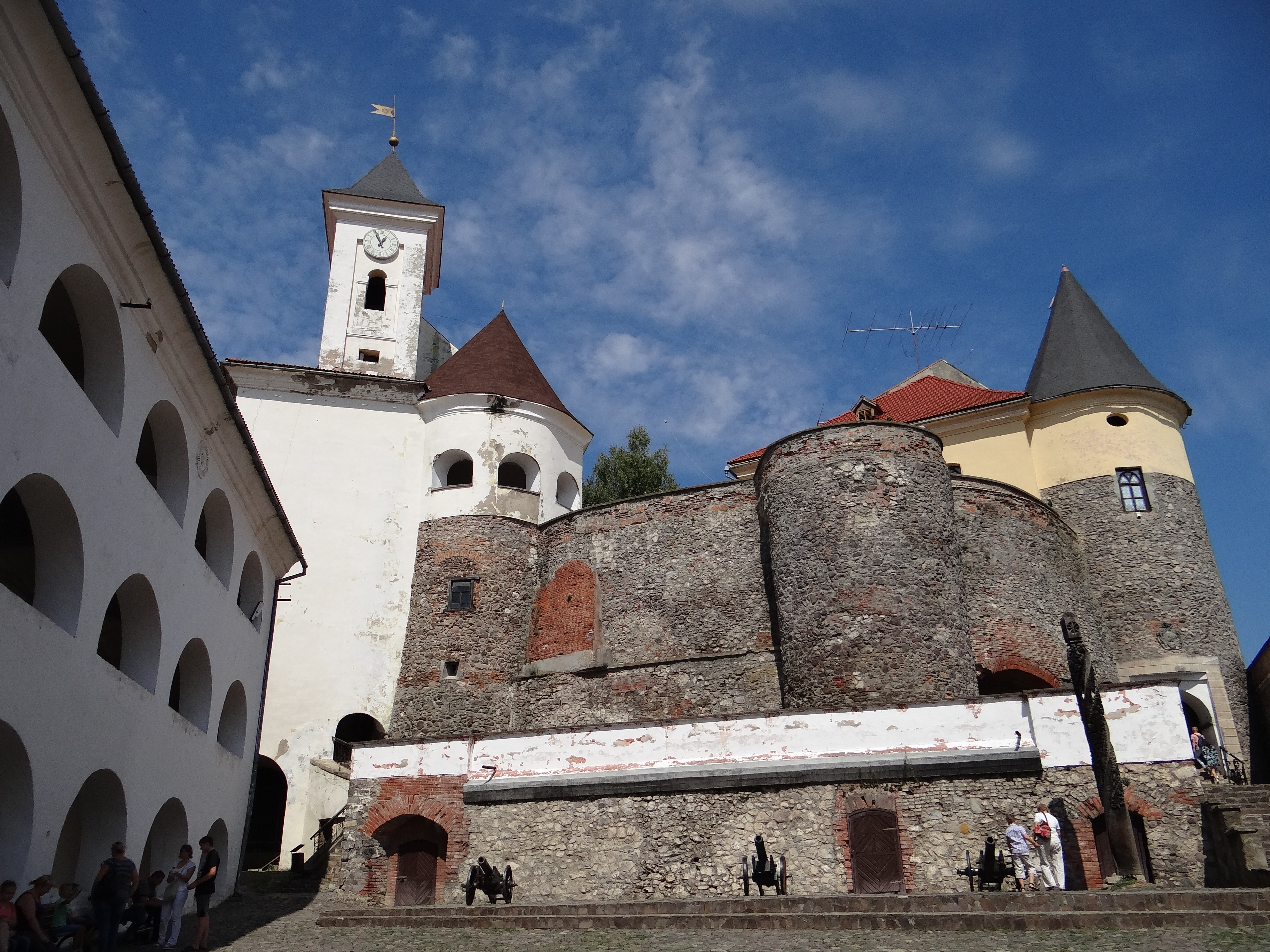
Внутренний двор замка
Бюст Шандора Петёфи